# Por los senderos del Libertador
Por los senderos del Libertador es una película de Argentina dirigida por Jorge Cedrón sobre el guion de Miguel Briante, Juan Gelman (que no aparece en los créditos) y Tomás Sánchez de Bustamante. La película se produjo en 1971 y no se estrenó. Formó parte de un proyecto llevado a cabo entre 2001 y 2013 por el Instituto Nacional de Cine y Artes Audiovisuales de Argentina para la recuperación y restauración de algunas películas argentinas, que incluyó una restauración digital de este filme, que fue exhibida en el Festival Internacional de Cine de Mar del Plata. El filme contó con la voces de Héctor Alterio, Fernando Iglesias, Gianni Lunadei y Luis Barrón.

## Producción
Se trata de un filme que Cedrón realizó por encargo del gobierno del general Alejandro Agustín Lanusse, y parte del dinero recibido para esta producción lo destinó a financiar el filme Operación Masacre.
Incluye dibujos de escenas de batalla hechos por Alberto Cedrón calcando imágenes del filme que el año anterior había dirigido Leopoldo Torre Nilsson, lo que fue hecho sin que éste lo supiera, aprovechando que el montador trabajaba en el mismo laboratorio donde se había procesado aquella película.

## Sinopsis
Historia de José de San Martín, en especial su vida en Europa.

## Reparto
Actores de voz
- Héctor Alterio
- Fernando Iglesias
- Gianni Lunadei
- Luis Barrón

## Comentarios
Sebastián Russo opinó sobre el filme:

«Filmada un año luego de que su admirado Torre Nilsson estrenará El santo de la espada, este film parece ser el momento de ruptura con su maestro y asunción de su propia estética y posicionamiento político. El retrato de San Martín que encara aquí Cedrón es el de la serie peronista San Martín-Rosas-Yrigoyen-Perón. … Y lo hace buceando por el San Martín europeo. Revisitando lugares donde Don José vivió, actualizándolos con imágenes contemporáneas atravesadas por escenas de batallas dibujadas por su hermano Alberto Cedrón…Y escenas de músicos y bailaores flamencos, y de corridas de toros, que construyen una suerte de irrupciones epifánicas, tal como unos años antes había hecho el mismo Pasolini en Apuntes para una Orestíada Africana (y su inclusión intempestiva de una sesión de free jazz liderada por el Gato Barbieri) Construye así Cedrón una suerte de retrato de autor, en absoluto guiado por una cronología temporal, ni por los tópicos historicistas, sino por una actualización que incluye no solo una trama política revisionada (y revisionista), sino un modo documentalístico estético-reflexivo para nada convencional, que incluye un trabajo sobre las imágenes (solarizaciones, imágenes fijas con movimientos dentro de ellas) lejos de la tradicional y ascética estética documental.

En el sitio del Instituto Nacional de Cine y Artes Visuales de Argentina se opinó sobre el filme:

« Por sus abundantes ideas formales y la audacia de su propuesta (seguir la trayectoria europea de San Martín), muchos consideran que este atípico documental es el mejor film de Jorge Cedrón. Se trata de una contracara formal e ideológica de El Santo de la espada (Torre Nilsson, 1970)…. describe al prócer en términos decididamente revisionistas.»